# Abdelbaset al-Megrahi
Abdelbaset Ali Mohmed al-Megrahi (Trípoli, 1 de abril de 1952 – ibídem, 20 de mayo de 2012) fue un exagente secreto libio condenado en 2001 a cadena perpetua por la justicia escocesa por su implicación en el atentado contra un Boeing 747-122 de la compañía estadounidense Pan Am que estalló en el aire sobre la localidad de Lockerbie, Escocia, causando la muerte de 270 personas, 189 de ellas ciudadanos estadounidenses.
En agosto de 2009, la justicia escocesa le puso en libertad por razones humanitarias, al considerar que le quedaban tres meses de vida a causa de un cáncer de próstata, tras lo cual al-Megrahi regresó a su país de origen.
Murió en mayo de 2012 en Trípoli a los 60 años.